# Galaxolide
Galaxolide (nom IUPAC: 1,3,4,6,7,8-hexahidro-4,6,6,7,8,8,-hexametil-ciclopenta[g]benzopiran) és un compost químic d'origen sintètic utilitzat en perfumeria.

## Història
Galaxolide és el nom comercial d'aquest compost que va ser descobert a IFF durant la dècada de 1960, per Heering i Beets.
Va ser sintetitzat per primera vegada el 1965 i el seu descobriment es va deure principalment al treball de Beets en el grup osmòfric dels mescs policíclics, on van intentar millorar els mescs sintètics existents fent-los més estables i hidrofòbics.